# Premiership Rugby Sevens Series
Die Premiership Rugby Sevens Series (aus Sponsoringgründen auch als Singha Premiership Rugby 7s Series bezeichnet) sind ein Siebenr-Rugby-Wettbewerb, an dem ursprünglich nur die Premiership-Mannschaften teilnehmen, seit 2014 nehmen auch die walisischen Mannschaften aus der Pro12 teil. Die erste Austragung fand 2010 statt.

## Ergebnisse
| Saison | Sieger                | 2. Finalist           | Ergebnis |
| ------ | --------------------- | --------------------- | -------- |
| 2010   | Saracens              | Newcastle Falcons     | 17:5     |
| 2011   | Newcastle Falcons     | Saracens              | 31:21    |
| 2012   | London Irish          | Gloucester Rugby      | 31:28    |
| 2013   | Gloucester Rugby      | Leicester Tigers      | 24:17    |
| 2014   | Gloucester Rugby      | Newport Gwent Dragons | 12:5     |
| 2015   | Newport Gwent Dragons | Wasps RFC             | 17:12    |
| 2016   | Wasps RFC             | Exeter Chiefs         | 31:28    |
| 2017   | Wasps RFC             | Newcastle Falcons     | 31:12    |